# سهره ریز دمگاه‌سفید
سهره ریز دمگاه‌سفید یا سهره بنگالی، نام علمی آن (Lonchura striata) است و نام‌های دیگر آن مانکین دمگاه سفید، فنچ دم سوزنی، فنچ بنگالی وحشی، فنچ پشت سفید می‌باشد. در این نژاد نیز همانند فنچ بنگالی تشخیص جنسیت کار دشواری است واین کار را فقط از دقت در رفتار پرنده می‌توان دریافت و معمولاً آواز فنچ‌های نر آن شبیه فنچ‌های نر بنگالی است، اما بسیار خجول بوده و معمولاً در حضور افراد آواز نمی‌خوانند. این فنچ‌ها کوچک‌تر از فنچ‌های بنگالی می‌باشند و در بسیاری از فروشگاه‌های پرندگان زینتی به عنوان فنچ بنگالی فروخته می‌شوند وبسیاری معتقدند که فنچ‌های بنگالی در حقیقت فنچ‌های نواری اهلی شده‌اند. این پرنده در بسیاری از مناطق آسیا پراکنده است.